# Monotypisch taxon
Een monotypisch taxon is een taxon dat maar één soort telt.
Voorbeelden van monotypische geslachten zijn:
- Feijoa, met F. sellowiana of ananasguave als enige soort.
- Turnersuchus, met T. hingleyae als enige soort van uitgestorven zeekrokodillen
- Myrmecobius, met als enige soort de buidelmiereneter.

Voorbeelden van monotypische families zijn:
- Cephalotaceae, met als enige soort de vleesetende plant de Australische bekerplant.
- Tarsipedidae, met als enige soort de slurfbuidelmuis.

In de zoölogie wordt de term ook wel gebruikt voor een taxon dat maar één taxon in de daaropvolgend lagere rang telt. Dan wordt ook een familie met één geslacht, maar meerdere soorten, zoals de spleetneusvleermuizen (Nycteridae, enige geslacht Nycteris), wel als 'monotypisch' aangeduid.
Een synoniem voor monotypisch is 'unispecifiek' (of soms 'monospecifiek'). Dit is eigenlijk zuiverder, omdat één soort evenveel types zal omvatten als ze infraspecieke taxa zoals ondersoorten telt; eventueel komen daar nog de types van de synoniemen bij, voor zover die een eigen, ander, type hebben. Deze aanduiding wordt echter minder vaak gebruikt.
Van het geslacht Homo is Homo sapiens de enige nog levende soort.